# BV De Graafschap in het seizoen 1965/66
Het seizoen 1965/1966 was het 12e jaar in het bestaan van de Doetinchemse betaaldvoetbalclub De Graafschap. De club kwam uit in de Tweede divisie A en eindigde daarin op de tweede plaats, dit hield in dat de club rechtstreeks promoveerde naar de Eerste divisie. Tevens deed de club mee aan het toernooi om de KNVB beker, hierin werd de club in de tweede ronde uitgeschakeld door Xerxes (2–1).

## Wedstrijdstatistieken

### Tweede divisie A
|       | AGOVV | Gooiland | Heerenveen | Hilversum | HVC   | PEC   | Tubantia | Veendam | Vitesse | Wageningen | FC Zaanstreek | ZFC   | Zwartemeer | Zwolsche Boys |
| ----- | ----- | -------- | ---------- | --------- | ----- | ----- | -------- | ------- | ------- | ---------- | ------------- | ----- | ---------- | ------------- |
| Thuis | 1 – 0 | 4 – 1    | 4 – 2      | 2 – 0     | 2 – 2 | 3 – 1 | 4 – 0    | 1 – 1   | 0 – 2   | 9 – 0      | 3 – 0         | 4 – 0 | 5 – 1      | 2 – 0         |
| Uit   | 0 – 5 | 0 – 1    | 1 – 1      | 0 – 4     | 1 – 2 | 0 – 1 | 2 – 9    | 2 – 2   | 1 – 0   | 2 – 0      | 1 – 1         | 0 – 1 | 2 – 0      | 0 – 3         |

### KNVB beker
| Groepsfase                                         | De Graafschap                         | 3 – 1 (1 – 1) | Tubantia                            |
| 19 september 1965 Plaats: Doetinchem De Vijverberg | Joop Hartjes –', 65', 85'             |               | 20' Frits Huiskes                   |
| Groepsfase                                         | AGOVV                                 | 1 – 2 (0 – 0) | De Graafschap                       |
| 7 november 1965 Plaats: Apeldoorn Berg & Bos       | 51' Jan Fiechter                      |               | 50' Henk van Brussel 61' Ben Zweers |
| Groepsfase                                         | FC Twente                             | 0 – 0         | De Graafschap                       |
| 2 januari 1966 Plaats: Enschede Het Diekman        |                                       |               |                                     |
| 2e ronde                                           | Xerxes                                | 2 – 1 (0 – 1) | De Graafschap                       |
| 20 februari 1966 Plaats: Rotterdam Het Kasteel     | Lazar Radović 75' Theo van Toledo 85' |               | 33' Joop Hartjes                    |

## Statistieken De Graafschap 1965/1966

### Eindstand De Graafschap in de Nederlandse Tweede divisie A 1965 / 1966
| Stand | Gespeeld | Gewonnen | Gelijk | Verloren | Punten | Doelpunten voor | Doelpunten tegen |
| ----- | -------- | -------- | ------ | -------- | ------ | --------------- | ---------------- |
| 2e    | 28       | 19       | 5      | 4        | 43     | 74              | 22               |

### Topscorers
| #              | Naam                        | Goal |
| -------------- | --------------------------- | ---- |
| 1.             | Ben Zweers                  | 21   |
| 2.             | Joop Hartjes                | 19   |
| 3.             | Henk Overgoor               | 12   |
| 4.             | Henk van Brussel            | 9    |
| 5.             | Fred Jaski                  | 6    |
| 6.             | Hennie Nieuwenhuis          | 3    |
| 7.             | Theo Huls                   | 1    |
| 7.             | Hulshorst                   | 1    |
| 7.             | Henk Zweers                 | 1    |
| Eigen doelpunt |                             |      |
| –              | Wiepie Fabriek (Heerenveen) | 1    |
| Totaal         | Totaal                      | 74   |

| #      | Naam             | Goal |
| ------ | ---------------- | ---- |
| 1.     | Joop Hartjes     | 4    |
| 2.     | Henk van Brussel | 1    |
| 2.     | Ben Zweers       | 1    |
| Totaal | Totaal           | 6    |